# مقاطعة آمورج
مقاطعة آمرج هي منطقة مهمة في ولاية الحوض الشرقي بموريتانيا. وتشترك في الحدود إلى الجنوب مع جمهورية مالي وإلى الشمال والشرق والغرب مقاطعة تمبدغة، ومقاطعة النعمة عاصمة الولاية وباسكنو.